# Isotopen van moscovium
Het chemisch element moscovium (Mc), met een atoommassa van ongeveer 288 u, bezit geen stabiele isotopen en wordt dus geclassificeerd als radioactief element. De vier radio-isotopen zijn onstabiel en hebben een relatief korte halfwaardetijd (alle minder dan een seconde).
In de natuur komt geen moscovium voor: alle isotopen zijn synthetisch bereid in een laboratorium. De eerste synthetische isotoop was moscovium-288, in 2004.
De kortstlevende isotoop van moscovium is moscovium-290, met een halfwaardetijd van ongeveer 16 milliseconden. De langstlevende is moscovium-289, met een halfwaardetijd van 220 milliseconden.

## Overzicht
| Nuclide | Z (p) | N (n) | Isotopische massa (u) | Halveringstijd | Radioactief verval                                                           | Kernspin |
| ------- | ----- | ----- | --------------------- | -------------- | ---------------------------------------------------------------------------- | -------- |
| 287Mc   | 115   | 172   | 287,19119(85)         | 032 ms         | {\displaystyle {\ce {{^{287}_{115}Mc}->{^{283}_{113}Nh}+\,_{2}^{4}\alpha }}} |          |
| 288Mc   | 115   | 173   | 288,19249(92)         | 087 ms         | {\displaystyle {\ce {{^{288}_{115}Mc}->{^{284}_{113}Nh}+\,_{2}^{4}\alpha }}} |          |
| 289Mc   | 115   | 174   | 289,19272(110)        | 220 ms         | {\displaystyle {\ce {{^{289}_{115}Mc}->{^{285}_{113}Nh}+\,_{2}^{4}\alpha }}} |          |
| 290Mc   | 115   | 175   | 290,19414(106)        | 016 ms         | {\displaystyle {\ce {{^{290}_{115}Mc}->{^{286}_{113}Nh}+\,_{2}^{4}\alpha }}} |          |

## Overzicht van isotopen per element
|             | 1           |             |                                              |                                              |                                              |                                              |                                              |                                              |                                              |                                              |                                              |                                              |    |    |    |    |    | 18 |
| 1           | H           | 2           | Periodiek systeem                            | Periodiek systeem                            | Periodiek systeem                            | Periodiek systeem                            | Periodiek systeem                            | Periodiek systeem                            | Periodiek systeem                            | Periodiek systeem                            | Periodiek systeem                            | Periodiek systeem                            | 13 | 14 | 15 | 16 | 17 | He |
| 2           | Li          | Be          | De links verwijzen naar isotopen per element | De links verwijzen naar isotopen per element | De links verwijzen naar isotopen per element | De links verwijzen naar isotopen per element | De links verwijzen naar isotopen per element | De links verwijzen naar isotopen per element | De links verwijzen naar isotopen per element | De links verwijzen naar isotopen per element | De links verwijzen naar isotopen per element | De links verwijzen naar isotopen per element | B  | C  | N  | O  | F  | Ne |
| 3           | Na          | Mg          | 3                                            | 4                                            | 5                                            | 6                                            | 7                                            | 8                                            | 9                                            | 10                                           | 11                                           | 12                                           | Al | Si | P  | S  | Cl | Ar |
| 4           | K           | Ca          | Sc                                           | Ti                                           | V                                            | Cr                                           | Mn                                           | Fe                                           | Co                                           | Ni                                           | Cu                                           | Zn                                           | Ga | Ge | As | Se | Br | Kr |
| 5           | Rb          | Sr          | Y                                            | Zr                                           | Nb                                           | Mo                                           | Tc                                           | Ru                                           | Rh                                           | Pd                                           | Ag                                           | Cd                                           | In | Sn | Sb | Te | I  | Xe |
| 6           | Cs          | Ba          | ↓                                            | Hf                                           | Ta                                           | W                                            | Re                                           | Os                                           | Ir                                           | Pt                                           | Au                                           | Hg                                           | Tl | Pb | Bi | Po | At | Rn |
| 7           | Fr          | Ra          | ↓↓                                           | Rf                                           | Db                                           | Sg                                           | Bh                                           | Hs                                           | Mt                                           | Ds                                           | Rg                                           | Cn                                           | Nh | Fl | Mc | Lv | Ts | Og |
|             |             |             |                                              |                                              |                                              |                                              |                                              |                                              |                                              |                                              |                                              |                                              |    |    |    |    |    |    |
| Lanthaniden | Lanthaniden | Lanthaniden | La                                           | Ce                                           | Pr                                           | Nd                                           | Pm                                           | Sm                                           | Eu                                           | Gd                                           | Tb                                           | Dy                                           | Ho | Er | Tm | Yb | Lu |    |
| Actiniden   | Actiniden   | Actiniden   | Ac                                           | Th                                           | Pa                                           | U                                            | Np                                           | Pu                                           | Am                                           | Cm                                           | Bk                                           | Cf                                           | Es | Fm | Md | No | Lr |    |

287Mc · 288Mc · 289Mc · 290Mc · 291Mc